# Amedeo Carisio
Amedeo Carisio (Torino, 27 gennaio 1801 – Torino, 22 novembre 1858) è stato un militare italiano, insignito della medaglia d'oro al valor militare a vivente nel corso della prima guerra d'indipendenza italiana.

## Biografia
Nacque a Torino il 27 gennaio 1801, figlio di Giovanni e di Rosa Fontanone. 
Arruolatosi volontario nell'Armata sarda in qualità di tamburino all'età di quattordici anni nel Reggimento "Cacciatori di Nizza", prese parte alle operazioni belliche del 1815 contro la Francia: il 6 luglio si trovò presente alla battaglia di Grenoble.
Divenuto sergente nel 1832, passò in servizio al 2° (poi 16°) Reggimento provinciale della brigata Savona, dove nel 1834 venne promosso sottotenente d'ordinanza.
Nella prima guerra d'indipendenza italiana del 1848 si distinse nei combattimenti che ebbero luogo sul Mincio, a Monzambano, il 9 aprile, e successivamente partecipò alla battaglia di Pastrengo il 30 aprile.
Nella battaglia di Santa Lucia del 6 maggio, il 16º Reggimento fanteria della brigata Savona, la brigata Savoia e reparti volontari parmensi e modenesi che costituivano l'ala sinistra dello schieramento, ebbero l'ordine di occupare la posizione di Croce Bianca difesa dalle truppe del generale austriaco Konstantin d'Aspre.
Le fanterie sarde vennero contrattaccate improvvisamente con violenza, e sottoposte al tiro preciso dell'artiglieria nemica caricata a mitraglia non poterono condurre a termine gli assalti contro le posizioni austriache, dovendo ripiegare in alcuni punti. Il 16º Reggimento fanteria, che era stato uno dei reparti più impegnati nella battaglia, non riuscì a superare le difese nemiche e venne investito in pieno dal successivo contrattacco austriaco. Avendo riportato un gran numero di effettivi morti e feriti, il reggimento si sbandò. Carisio, che portava la Bandiera del reggimento, rimase imperterrito al suo posto di combattimento sotto il grandinare dei colpi. Ferito alla fronte da pallottola di fucile rimase sul campo di battaglia a trattenere e a rincuorare i superstiti. Raccolti attorno a sé pochi ufficiali e soldati, si lanciò contro le baionette nemiche sventolando la Bandiera scongiurando la vittoria nemica. Con Regio Decreto 10 maggio 1848 fu insignito della medaglia d'oro al valor militare a vivente.
Il 4 luglio fu promosso luogotenente e, guarito della ferita riportata in combattimento, rientrò al reggimento, partecipando alle successive operazioni belliche nel corso della campagna del 1849 distinguendosi alla Bicocca e alla battaglia di Novara, dove la bandiera del reggimento ricevette una menzione onorevole.
Nel 1851 fu collocato nella riserva e si spense a Torino il 22 novembre 1858.